# Романовское шоссе

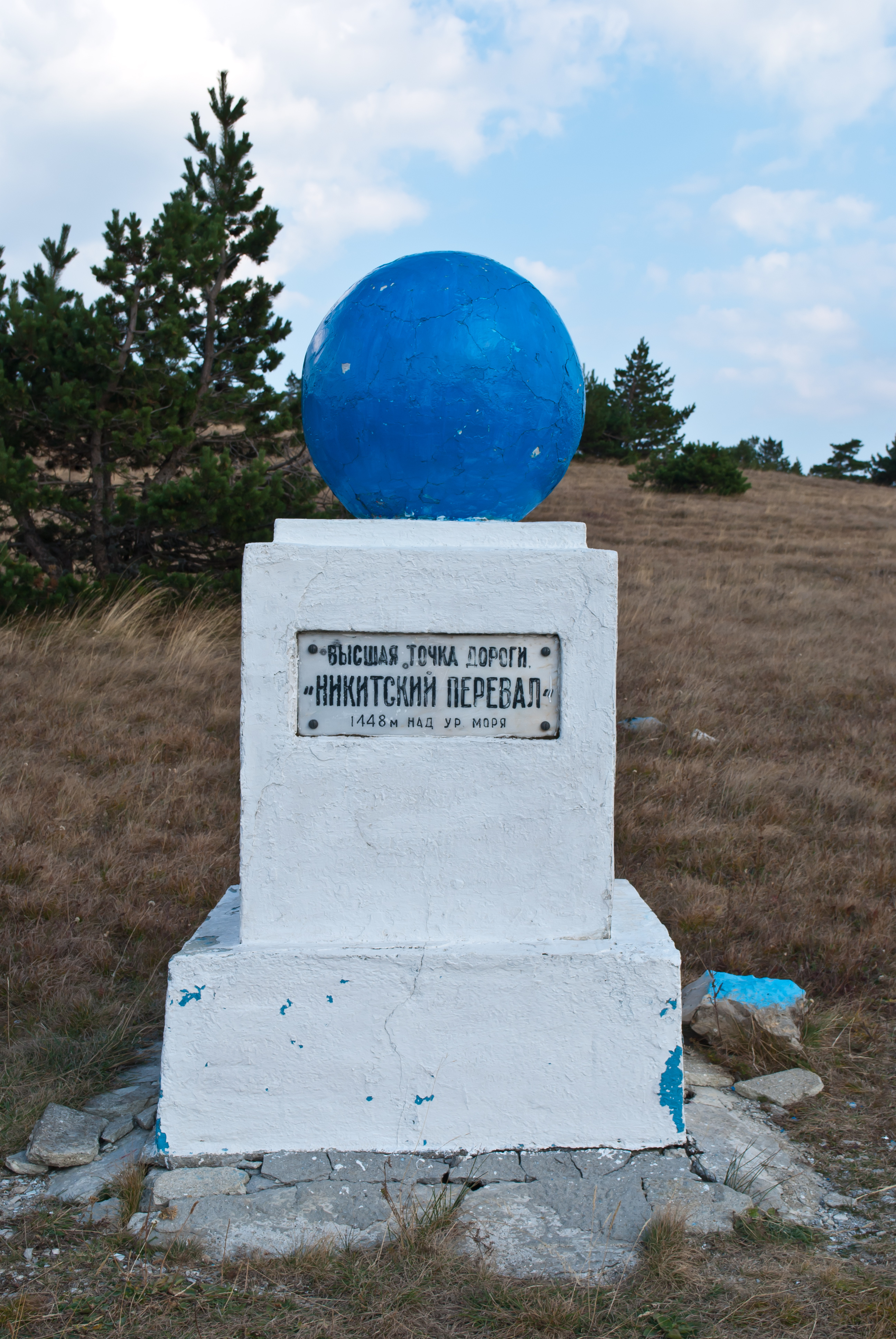
Никитский перевал

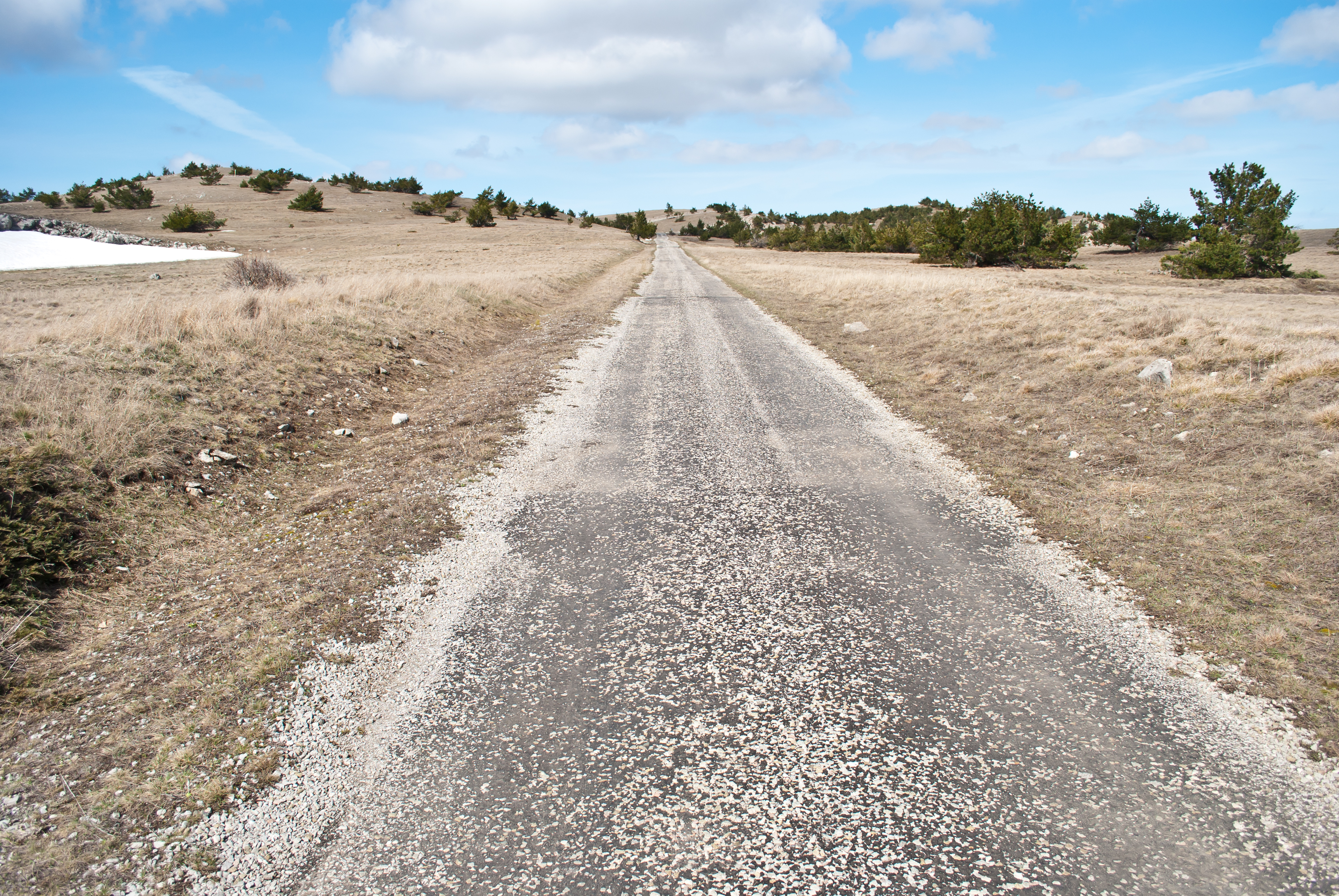
Романовское шоссе на Гурзуфской яйле

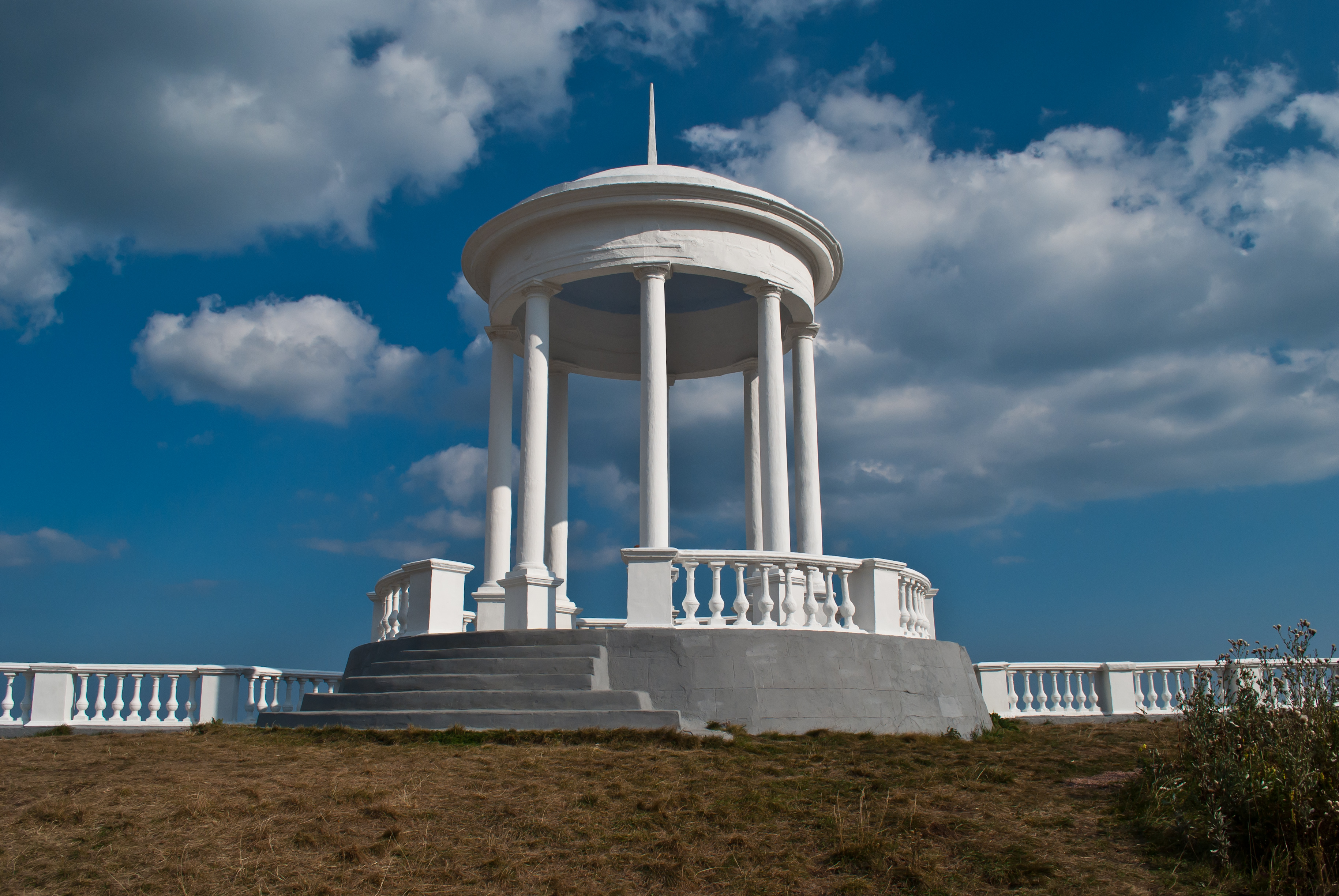
Беседка ветров (на южном ответвлении Романовского шоссе на Гурзуфской яйле)

Рома́новское шоссе́ (также Романовская дорога, 35К-001, P-34, Т-0109) — горная дорога в Крыму из Ялты в Алушту, поднимающаяся на Никитскую (высшая точка — Никитский перевал, 1448 м над уровнем моря) и Гурзуфскую яйлы, а далее спускающаяся по северным склонам Бабуган-яйлы через Чучельский перевал в Алуштинскую котловину. Дорога является довольно узкой и чрезвычайно извилистой, её протяжённость — 77,4 км.. Значительная часть дороги в настоящее время проходит по территории Крымского природного заповедника.

## История
В 1857 году при источнике Косьмы и Дамиана (крымскотатарское название — Савлух-Су; ныне — территория Алуштинского горсовета) был создан Косьмо-Дамиановский монастырь. В начале 1880-х годов вблизи от монастыря был построен охотничий домик для императора Александра III, а в 1896 году близлежащие леса были объявлены «собственным уделом охоты царя» (т. н. Бешуйская казённая лесная дача). 
В связи со строительством в Ялте летней резиденции царя Николая II с целью сократить время передвижения из Ялты к монастырю (и, соответственно, к царским охотничьим угодьям) в 1910 году начались работы по прокладке более короткого пути из Ялты в Алушту через Никитскую яйлу (у истоков данных работ стоял лесничий Южнобережного лесничества А. Ф. Скоробогатый). К 1912 году был открыт участок дороги между Массандрой и Никитской яйлой (нынешний кордон Красный Камень). Сквозное сообщение между Ялтой и царским охотничьим домом было открыто 23 октября 1913 года (по старому стилю). Дорога получила традиционное именование благодаря царской фамилии.
В советское время шоссе использовалось для нужд государственных дач и охотничьих угодий высокопоставленных чиновников, располагавшихся на территории нынешнего Крымского природного заповедника. Последний капитальный ремонт шоссе был осуществлён в 1956-57 годах; тогда же была сооружена знаменитая «Беседка ветров», представляющая собой 6-метровую купольную ротонду, стоящую прямо у южного скального обрыва Гурзуфской яйлы.
С 1991 года бо́льшая часть шоссе принадлежит территории Крымского природного заповедника.

## Описание

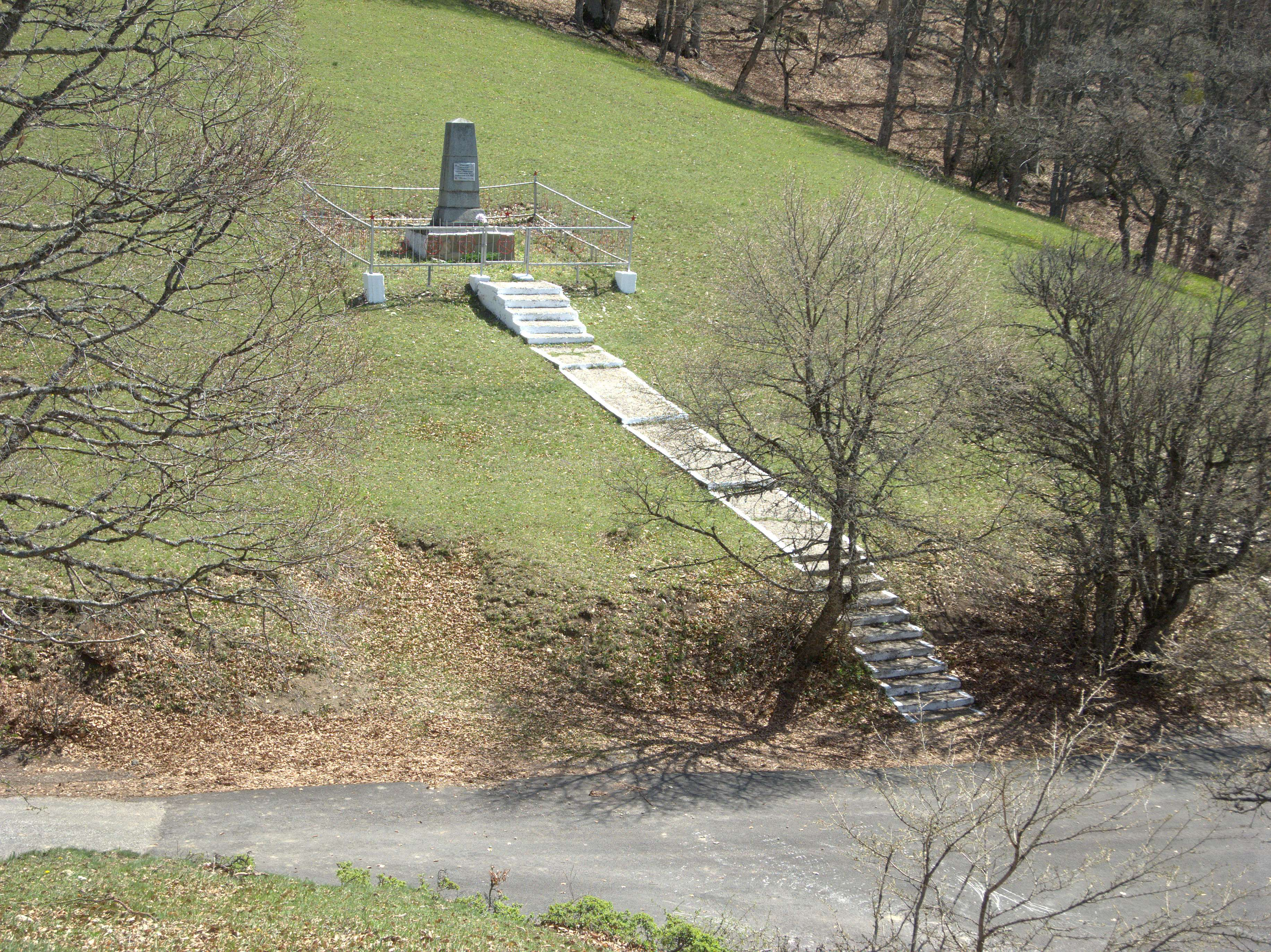
Памятный знак в честь крымских партизан на Чучельском перевале

Шоссе начинается от посёлка Массандра. Извилистым серпантином дорога поднимается на Никитскую яйлу, где находится её высшая точка — Никитский перевал (1448 м над уровнем моря). Затем она проходит по Гурзуфской яйле (где имеется небольшое ответвление к «Беседке Ветров»), а потом спускается по северо-западным склонам Бабуган-яйлы. Пройдя через Чучельский перевал (между вершиной Малая Чучель и северными склонами Бабуган-яйлы), шоссе спускается в Алуштинскую котловину.
Из примерно 77 километров шоссе около 45 проходят по территории Крымского природного заповедника. Проезд по дороге официально разрешён лишь после получения пропуска в администрации заповедника и в присутствии сопровождающего из числа его сотрудников. Оформление пропусков производится в администрации заповедника (Алушта, ул. Партизанская, 42).
Романовское шоссе (Никитский перевал) является высшей точкой Крыма, обладающей асфальтированным покрытием.